# Kanallaser
Der Kanallaser ist ein Messinstrument in Bauwesen und Vermessung, mit dem schwach geneigte Achsen abgesteckt werden. Er entspricht einer kompakten Kombination von Nivelliergerät und genauem Laserpointer.
Hauptanwendungen sind Abwasserkanäle, Drainagen und Rohrleitungen. Die Achse wird nach Einrichtung des Geräts nach Richtung und Gefälle abgesteckt, wobei Geräte mit grünem oder rotem Laserstrahl am Markt sind.
Die Messung der Neigung erfolgt durch elektronische Lotsensoren und hat eine typische Genauigkeit von einigen mm pro 100 m. Die Richtung wird durch Einmessen eines Alignements oder einer Zieltafel vorgenommen. Manche Instrumente erlauben überdies, den Laserstrahl zur schnellen Richtungseinstellung oder -kontrolle aus dem Graben hochzufluchten. Es gibt auch Alarmfunktionen, etwa bei Stößen ans Gerät.